# Royal (Iowa)
Royal ist eine Kleinstadt (mit dem Status „City“) im Clay County im US-amerikanischen Bundesstaat Iowa. Das U.S. Census Bureau hat bei der Volkszählung 2020 eine Einwohnerzahl von 379 ermittelt.

## Geografie
Royal liegt im Nordwesten Iowas, rund 50 km südlich der Grenze zu Minnesota. Die am Missouri gelegenen Schnittpunkte der Bundesstaaten Iowa, South Dakota und Minnesota sowie der Staaten Iowa, South Dakota und Nebraska liegen 143 km westnordwestlich sowie 140 km südwestlich von Royal.
Die geografischen Koordinaten von Royal sind 43°03′56″ nördlicher Breite und 95°17′02″ westlicher Länge. Die Stadt erstreckt sich über eine Fläche von 0,78 km² und ist die größte Ortschaft innerhalb der Clay Township.
Nachbarorte von Royal sind Spencer (20,3 km nordöstlich), Rossie (13,4 km südöstlich), Peterson (20,9 km südsüdwestlich), Sutherland (27,3 km südwestlich), Hartley (28,3 km nordwestlich), Everly (14,3 km nordnordwestlich).
Die nächstgelegenen größeren Städte sind die Twin Cities in Minnesota (Minneapolis und Saint Paul) (336 km nordöstlich), Rochester in Minnesota (321 km ostnordöstlich), Waterloo (313 km ostsüdöstlich), Cedar Rapids (397 km in der gleichen Richtung), Iowas Hauptstadt Des Moines (307 km südöstlich), Kansas City in Missouri (497 km südlich), Nebraskas größte Stadt Omaha (246 km südsüdwestlich), Sioux City (134 km südwestlich) und South Dakotas größte Stadt Sioux Falls (165 km westnordwestlich).

## Verkehr
Der in West-Ost-Richtung verlaufende Iowa State Highway 240 bildet die nördliche Stadtgrenze von Royal. Alle weiteren Straßen sind untergeordnete Landstraßen, teils unbefestigte Fahrwege sowie innerörtliche Verbindungsstraßen.
Mit dem Spencer Municipal Airport befindet sich 20 km nordnordöstlich ein Flugplatz. Die nächsten Verkehrsflughäfen sind der Des Moines International Airport (316 km südöstlich), das Eppley Airfield in Omaha (239 km südsüdwestlich), der Sioux Gateway Airport in Sioux City (147 km südwestlich) und der Sioux Falls Regional Airport (181 km westnordwestlich).

## Bevölkerung
Nach der Volkszählung im Jahr 2010 lebten in Royal 446 Menschen in 191 Haushalten. Die Bevölkerungsdichte betrug 571,8 Einwohner pro Quadratkilometer. In den 191 Haushalten lebten statistisch je 2,34 Personen.
Ethnisch betrachtet setzte sich die Bevölkerung zusammen aus 95,5 Prozent Weißen, 0,2 Prozent (eine Person) Afroamerikanern sowie 1,3 Prozent aus anderen ethnischen Gruppen; 2,9 Prozent stammten von zwei oder mehr Ethnien ab. Unabhängig von der ethnischen Zugehörigkeit waren 2,7 Prozent der Bevölkerung spanischer oder lateinamerikanischer Abstammung.
24,9 Prozent der Bevölkerung waren unter 18 Jahre alt, 61,0 Prozent waren zwischen 18 und 64 und 14,1 Prozent waren 65 Jahre oder älter. 50,0 Prozent der Bevölkerung waren weiblich.
Das mittlere jährliche Einkommen eines Haushalts lag bei 47.625 USD. Das Pro-Kopf-Einkommen betrug 19.882 USD. 8,1 Prozent der Einwohner lebten unterhalb der Armutsgrenze.